# Északi összetett

Az északi összetett piktogramja

Az északi összetett télisport, az északisí sportcsalád egyike, amely sífutásból és síugrásból áll.

## Története
Az északi összetett versenyek története szorosan összefügg a sport jellegű sífutás és síugrás kialakulásával. Az első nagy északi összetett versenyt 1892-ben, az Oslóban rendezett első holmenkolleni sífesztiválon rendezték meg. A fesztivált azóta évenként megrendezik, és máig nagy népszerűségnek örvend.
Az első északisí világbajnokságot 1925-ben rendezték meg a csehszlovákiai Janské Láznéban, ahol az északi összetett első világbajnoka hazai versenyző, Ottokar Nemecky lett. Eleinte csak egyéni versenyeket rendeztek (1950-ig normál sáncról ugrás és 18 km sífutás), majd 1982-től már csapatversenyek is voltak, kezdetben három, majd – 1995-től – négy versenyzőből álló csapatokkal. Az északi összetett versenyeket a férfiak számára rendezik meg. A sportág már az első, Chamonix-ban megrendezett 1924. évi téli olimpiai játékokon szerepelt. A normál sáncon és 18 kilométeren megrendezett északi összetett verseny első olimpiai bajnoka a norvég Thorleif Haug volt.
A sportág népszerűségét és egyre szélesebb körűvé válását jelzi, hogy a tradicionális sínemzetek (Norvégia, Finnország, Németország, Ausztria) mellett folyamatosan új országok (például Japán, USA, Franciaország) versenyzői is eredményesen szerepelnek.

## A verseny

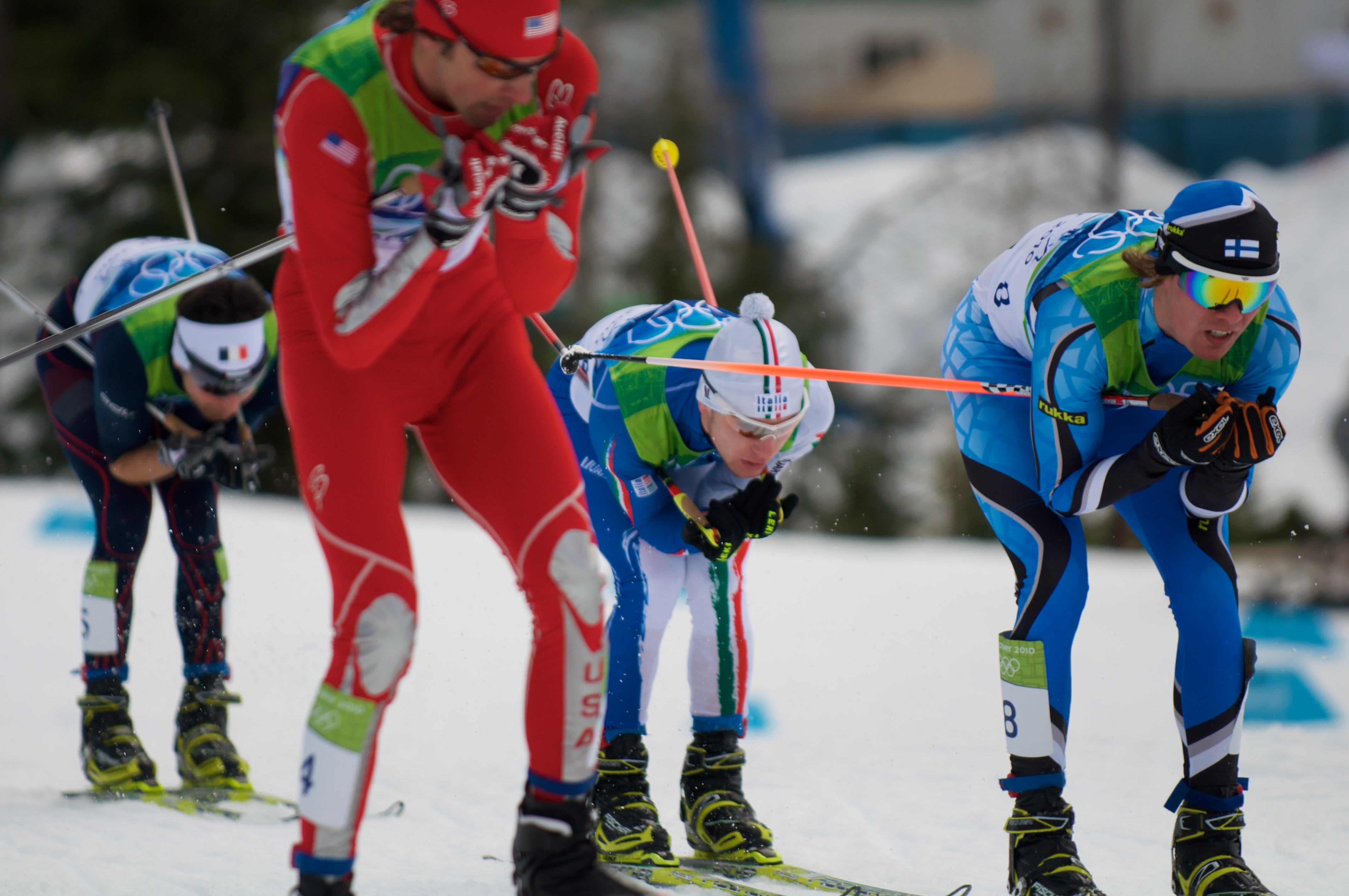
Jelenet a 2010-es évi téli olimpiáról. Balról jobbra: a későbbi aranyérmes Jason Lamy-Chappuis (FRA), Johnny Spillane (USA, ezüstérem), Alessandro Pittin (ITA, bronzérem), Anssi Koivuranta (FIN, 8. hely).

Az északi összetettben a síugrás versenyeit az alapsport sáncain rendezik, pontozása is hasonló: a távolság és a stílus alapján történik. Sífutáskor a versenyzők szabad stílusban futnak.
Az északi összetett világbajnokságokon rendezett versenyszámok:
- Egyéni verseny: Kezdetben, egészen az 1950-ig, a 18 kilométeres sífutást normál sáncról történő ugrás követte. Ezt követően változtattak a sorrenden és a távon: 1954-től 2007-ig a normál sánc után 15 kilométert futottak, végül 2009-ben a normál sáncot 10 kilométer sífutás egészítette ki. A ma alkalmazott versenyrendszer a norvég Gunder Gundersen javaslatára honosodott meg az 1980-as években: a Gundersen-lebonyolítású versenyeken a két ugrásra kapott pontszámot időre számítják át (az ugrásban szerzett egy pontkülönbség a sífutásban négy másodperc időkülönbséget jelent), és az így kialakult időkülönbségekkel kezdik a futást; aki először célba ér, az nyeri a versenyt.

- Csapatverseny: 1982-től az egyéni mellett csapatversenyeket is rendeznek, eleinte három-, majd 1995-től négyfős csapatok részvételével. Ennél a számnál a normál sáncról való ugrást 4×5 km-es sífutó váltó követi (korábban természetesen 3×5 km-es sífutó váltó volt). 2011-ben normál sáncról és nagy sáncról is rendeztek csapatversenyt.
- Sprintverseny: 1999-től 2007-ig bevezették a sprintversenyeket is, amelyek nagy sáncról való ugrásból és 7,5 kilométeres sífutásból álltak.
- Tömegrajtos verseny: Egyszer, 2009-ben rendezték meg Liberecben: a 10 km-es tömegrajtos sífutás után normál sáncról ugrottak a versenyzők. Tulajdonképpen az egyéni versenyek első változatának felelevenítésének tekinthető.

Olimpiai játékokon:
- Egyéni verseny: normál sánc, 15 km sífutás (1924-től 1952-ig 18 km-t, 2010-ben 10 km-t futottak).
- Csapatverseny: normál sánc, 4×5 km-es, 1988-tól 1994-ig 3×5 km-es sífutó váltó.
- Sprintverseny: ugrás nagy sáncról, 7,5 km vagy 10 km sífutás (utóbbi 2010-ben).

A nézők számára olykor áttekinthetetlen versenyek miatt és a népszerűsítés érdekében a nemzetközi szövetség a 2008–2009-es idénytől már csak egyetlen számot rendez: a módosított Gundersen-versenyt, amelynek során a versenyzők csak egyszer ugranak, majd 10 kilométert futnak.
Az 1983–84-es idénytől kezdve világkupa sorozatot is rendeznek az északi összetett versenyzők számára.

## Felszerelés

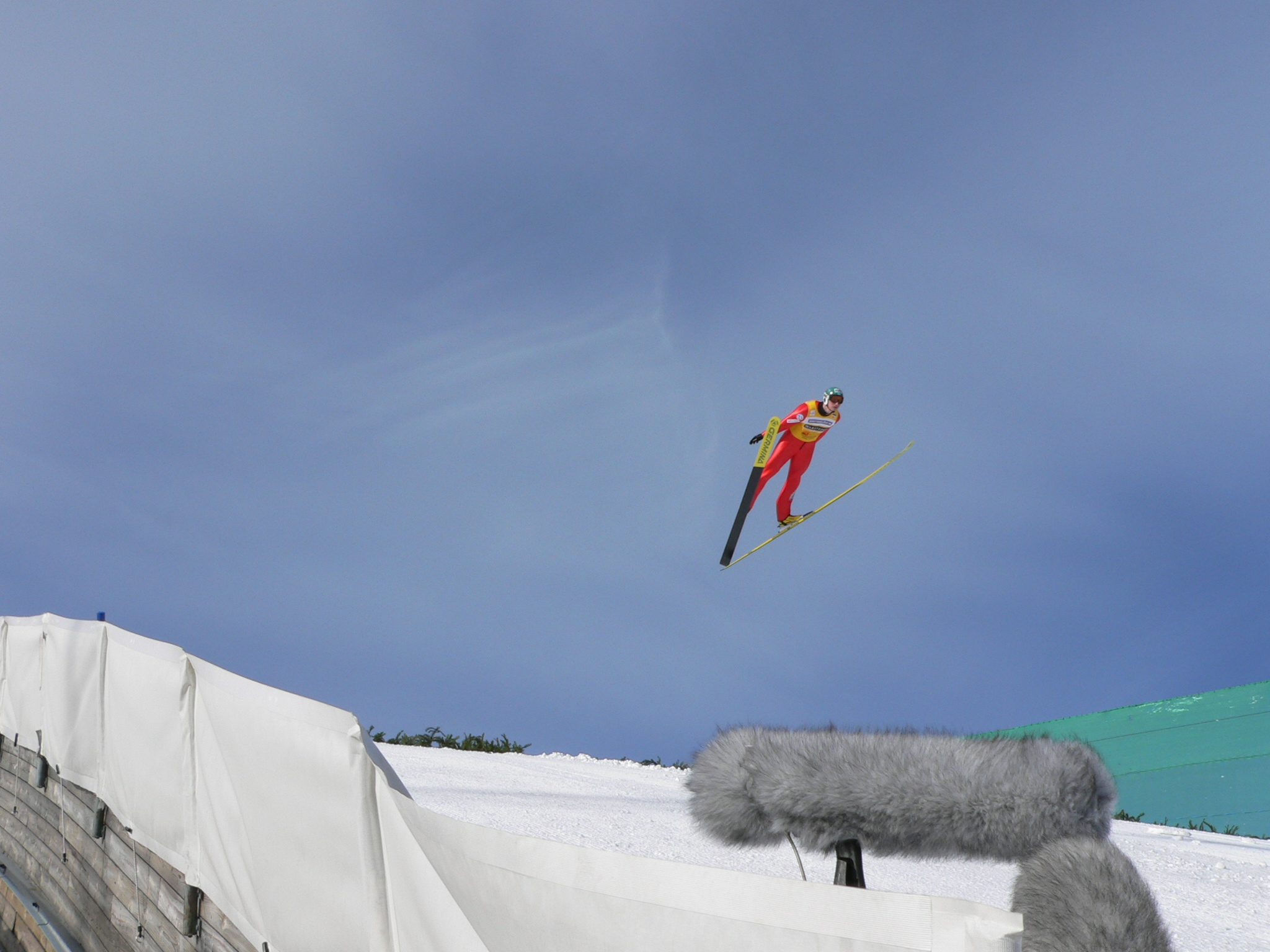
Hannu Manninen egy 2005-ös holmenkolleni versenyen

Mind a sífutás, mind a síugrás felszerelése megegyezik az alapsportágak felszereléseivel (lásd ott).

## Fordítás
- Ez a szócikk részben vagy egészben  a   Nordic combined című angol Wikipédia-szócikk ezen változatának fordításán alapul.  Az eredeti cikk szerkesztőit annak laptörténete sorolja fel. Ez a jelzés csupán a megfogalmazás eredetét és a szerzői jogokat jelzi, nem szolgál a cikkben szereplő információk forrásmegjelöléseként.